# Mycale sentinella
Mycale sentinella är en svampdjursart som först beskrevs av Schmidt 1868.  Mycale sentinella ingår i släktet Mycale och familjen Mycalidae. Inga underarter finns listade i Catalogue of Life.